# Богдан Ветежелу
Богдан Ветежелу (рум. Bogdan Vătăjelu, нар. 24 квітня 1993, Римніку-Вилча) — румунський футболіст, лівий захисник та півзахисник клубу «КС Університатя».
Виступав, зокрема, за «Спарту» (Прага), а також національну збірну Румунії.

## Клубна кар'єра
Народився 24 квітня 1993 року в місті Римніку-Вилча. Розпочав займатись футболом у місцевому клубі «Спортінг», а 2007 року потрапив до академії столичного «Стяуа». У сезоні 2010/11 виступав за резервну команду, взявши участь у 25 матчах Ліги ІІ, втім до першої команди так і не потрапив. Надалі грав у інших клубах другого дивізіону «Римніку-Вилча» та «Металул» (Решица).

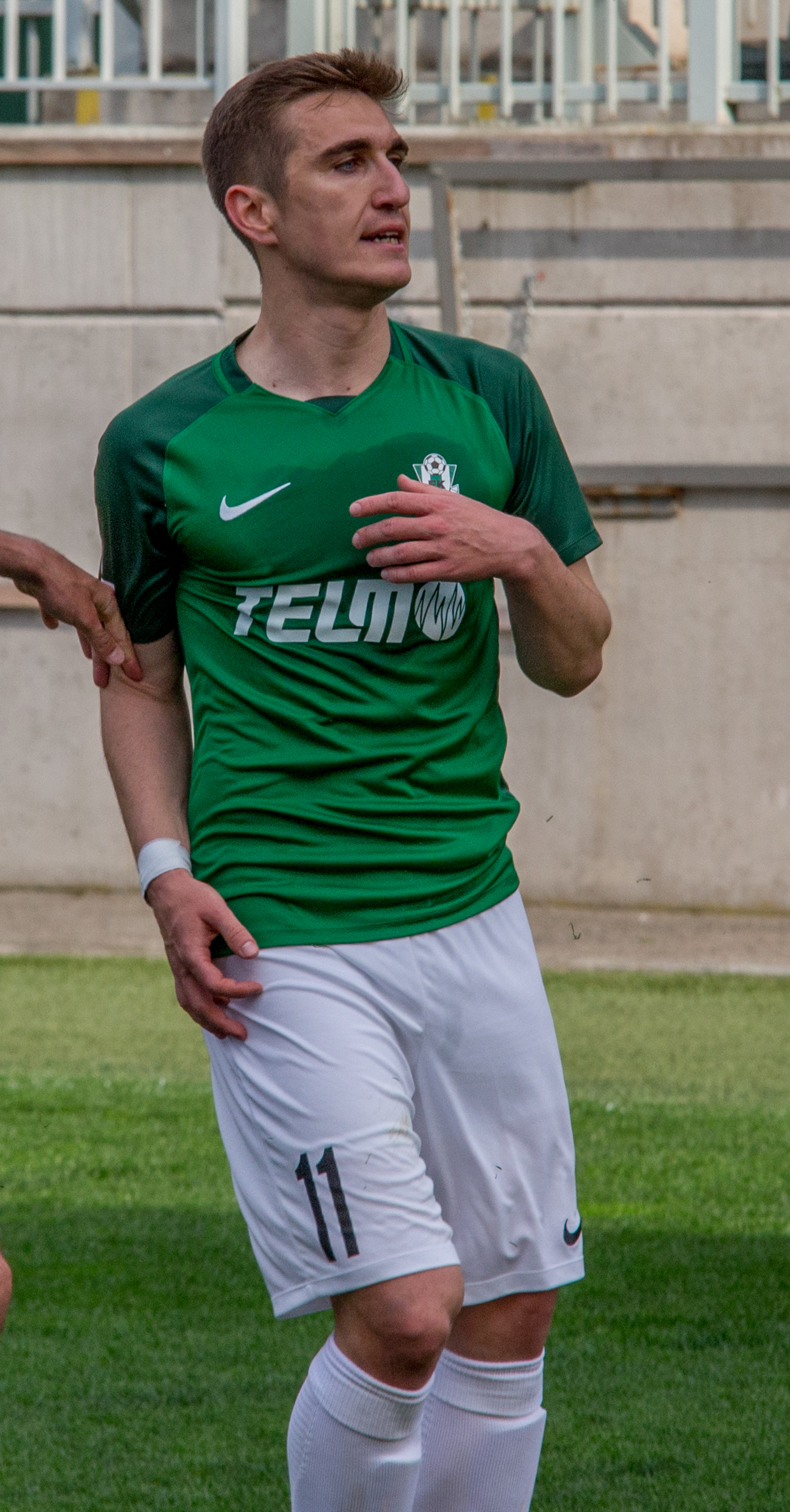
Богдан Ветежелу під час виступів за «Яблонець». 2019 рік.

У січні 2014 року Ветежелу уклав трирічну угоду з клубом «КС Університатя», який на той момент грав у другій лізі. До кінця сезону він зіграв 14 матчів і допоміг своїй команді піднятися до Ліги I. Там Богдан також залишався основним гравцем, а в 2016 році він став капітаном команди.
27 грудня 2016 року Ветежелу підписав 3,5 річний контракт із чеським клубом «Спарта» (Прага), який заплатив за гравця близько 1,4 мільйона євро. Тим не менш у новій команді Богдан не зумів стати основним, через що 2019 року здавався в оренду в інший чеський клуб «Яблонець».
26 червня 2019 року Ватеєлу повернувся до «КС Університаті», підписавши чотирирічний контракт і допоміг команді 2021 року виграти Кубок та Суперкубок Румунії. Станом на 3 серпня 2022 року відіграв за крайовську команду 78 матчів в національному чемпіонаті.

## Виступи за збірні
2009 року дебютував у складі юнацької збірної Румунії (U-17), а у 2011—2012 роках чотири рази зіграв за юнацьку збірну Румунії до 19 років. Загалом на юнацькому рівні взяв участь у 10 іграх, відзначившись 3 забитими голами.
На початку 2015 року головний тренер національної збірної Румунії Ангел Йорденеску вирішив провести тренувальний збір в Анталії, викликавши до лав збірної переважно гравців румунського чемпіонату. Там 7 лютого 2015 року в товариському матчі проти збірної Болгарії (0:0) Ветежелу дебютував за збірну, вийшовши на заміну на 63 хвилині замість Стеліано Філіпа. За тиждень, 14 лютого, Ветежелу зіграв у черговому матчі зборів проти Молдови (2:1), вийшовши в основному складі і відігравши усю гру. Цей матч став другим і останнім для Богдана за збірну.

## Титули і досягнення
- Володар Кубка Румунії (1):

«КС Університатя»: 2020/21
- Володар Суперкубка Румунії (1):

«КС Університатя»: 2021
- Володар Кубка Казахстану (1):

«Актобе»: 2024